# Germán Andrés Herrera
Germán Andrés Herrera (Rosario, 5 febbraio 1993) è un calciatore argentino, centrocampista dell'Ethnikos Pireo.

## Carriera
Dopo aver giocato a lungo tra la seconda divisione e la terza divisione argentina con varie squadre, il 1º aprile 2021 viene acquistato dall'Olympiakos Volos, formazione della terza divisione greca.

## Statistiche

### Presenze e reti nei club
Statistiche aggiornate al 24 agosto 2021.
| Stagione           | Squadra            | Campionato         | Campionato | Campionato | Coppe nazionali | Coppe nazionali | Coppe nazionali | Coppe continentali | Coppe continentali | Coppe continentali | Altre coppe | Altre coppe | Altre coppe | Totale | Totale |
| Stagione           | Squadra            | Comp               | Pres       | Reti       | Comp            | Pres            | Reti            | Comp               | Pres               | Reti               | Comp        | Pres        | Reti        | Pres   | Reti   |
| ------------------ | ------------------ | ------------------ | ---------- | ---------- | --------------- | --------------- | --------------- | ------------------ | ------------------ | ------------------ | ----------- | ----------- | ----------- | ------ | ------ |
| giu. 2014          | Boca Unidos        | PN                 | 1          | 0          |                 | -               | -               |                    | -                  | -                  |             | -           | -           | 1      | 0      |
| 2015               | Boca Unidos        | PN                 | 12         | 0          |                 | -               | -               |                    | -                  | -                  |             | -           | -           | 12     | 0      |
| 2016               | Boca Unidos        | PN                 | 19         | 1          |                 | -               | -               |                    | -                  | -                  |             | -           | -           | 19     | 1      |
| 2016-2017          | Boca Unidos        | PN                 | 35         | 1          |                 | -               | -               |                    | -                  | -                  |             | -           | -           | 35     | 1      |
| 2017-2018          | Boca Unidos        | PN                 | 24         | 0          |                 | -               | -               |                    | -                  | -                  |             | -           | -           | 24     | 0      |
| Totale Boca Unidos | Totale Boca Unidos | Totale Boca Unidos | 91         | 2          |                 | -               | -               |                    | -                  | -                  |             | -           | -           | 91     | 2      |
| 2018-2019          | Brown (A)          | PN                 | 14         | 0          |                 | -               | -               |                    | -                  | -                  |             | -           | -           | 14     | 0      |
| 2019-2020          | Almagro            | PN                 | 9          | 1          |                 | -               | -               |                    | -                  | -                  |             | -           | -           | 9      | 1      |
| 2020               | Boca Unidos        | TFA                | 3          | 0          |                 | -               | -               |                    | -                  | -                  |             | -           | -           | 3      | 0      |
| apr.-mag. 2021     | Olympiakos Volos   | FL                 | 10         | 0          |                 | -               | -               |                    | -                  | -                  |             | -           | -           | 10     | 0      |
| Totale carriera    | Totale carriera    | Totale carriera    | 127        | 3          |                 | -               | -               |                    | -                  | -                  |             | -           | -           | 127    | 3      |